# Grzegorz Rdzanek
Grzegorz Rdzanek (ur. 14 listopada 1973 w Kaliszu, zm. 21 października 2023) – polski politolog, doktor habilitowany, nauczyciel akademicki, profesor Uniwersytetu Jana Kochanowskiego w Kielcach.

## Życiorys
Urodził się w Kaliszu, tam uczył się w szkole podstawowej, a następnie w Technikum Zespołu Szkół Technicznych ZAP w Ostrowie Wielkopolskim. Studia wyższe rozpoczął i ukończył na Uniwersytecie Wrocławskim, otrzymując w 1999 tytuł zawodowy magistra. W 2002 w Instytucie Politologii UWr otrzymał stopień naukowy doktora nauk humanistycznych w zakresie nauk o polityce (rozprawa doktorska pt. Miejsce Litwy, Łotwy i Estonii w polityce wojskowej Danii w latach 1993-2000, promotor prof. Elżbieta Stadtmüller), zaś w marcu 2016 stopień doktora habilitowanego.
Od 2002 zatrudniony jako adiunkt w Instytucie Studiów Międzynarodowych UWr, jednocześnie od 2009 pełnił funkcję zastępcy Dyrektora Instytutu ds. Dydaktyki.
Od 2016 na stanowisku profesora Instytutu Stosunków Międzynarodowych i Polityk Publicznych na Wydziale Prawa i Nauk Społecznych Uniwersytetu Jana Kochanowskiego w Kielcach, gdzie sprawował również funkcję prodziekana do spraw Nauki i Współpracy Międzynarodowej.
W swojej pracy naukowej zajmował się głównie tematyką NATO, polityką obronną i ewolucją euroatlantyckiego systemu bezpieczeństwa w XX i XXI wieku, specjalizując się w problematyce bezpieczeństwa militarnego Europy północnej i polityce obronnej państw nordyckich: Danii, Norwegii oraz Szwecji. Prowadził projekty badawcze i dydaktyczne we współpracy m.in. z Uniwersytetem w Oslo, Uniwersytetem w Aalborgu, Mid Sweden University i Uniwersytetem w Helsinkach. Był też współpracownikiem Fundacji im. K. Pułaskiego.

## Wybrane publikacje książkowe[8]
- Euroatlantycka obronność na rozdrożu (2004, redakcja)
- Eurosamoloty : trudne początki europejskiej współpracy zbrojeniowej (2007)
- Rozwój zdolności operacyjnych Unii Zachodnioeuropejskiej od Maastricht do Amsterdamu z uwzględnieniem roli członka stowarzyszonego na przykładzie Norwegii (2013)
- Dania jako uczestnik wielostronnej współpracy państw nordyckich w zakresie polityki zbrojeniowej (2015)
- Powitanie z Afryką : rola duńskich sił zbrojnych w działaniach na rzecz bezpieczeństwa Somalii (2020, współautor)